# Mike Pelliccia
Mike « Michele » Pelliccia, né le 27 octobre 1910, à New York, aux États-Unis, est un ancien joueur américain naturalisé italien de basket-ball.